# Szivák Miklós
Szivák Miklós (Berekböszörmény, 1783. május - Berekböszörmény, 1866. január 6.) országgyűlési képviselő. Az első "parasztképviselő".

## Származása
Szivák Miklós 1783. május 28. előtt született. A berekböszörményi református egyház anyakönyvi bejegyzése szerint 1783. május 28-án keresztelték. Apja Szivák Márton. Apja és annak testvérei János, István, Mihály és Tamás, berekböszörményi lakosok, 1778-ban kihirdetett nemességükről 1792-ben kértek bizonyságlevelet. A jobbágybirtokkal rendelkező, ám úrbéri terheket teljesító Sivák Miklóst lakóhelyének összeírásai így a nemesek között említették. 1840-ben is nemesi hozzájárulást fizetett a diéta költségeihez.
1802. február 3-án kötött házasságot Farkas Erzsébettel, gyermekeik Judit, Mihály és Erzsébet.

## Korai tevékenysége
Az Alföldi Hírlap megválasztásakor így írt Szivákról: "Eddigi érdeme az: hogy a bereg-böszörményi úrbéri békétlenségek vezére és szószólója volt." Ez utalás arra, hogy a 3200 református magyarlakta mezőváros 1840 óta úrbéri összesítési és elkülönítési perben állt földesurával, a gróf Csáky családdal. A berekböszörményi lakosok 72 telken osztoztak csupán, de rámutattak, hogy a Csákyak még 1558-ban a közösségnek adományozták az egész határt, amelyet visszaköveteltek. Szivák személye, nemes ember lévén, védelmet élvezett, ezért bátran kiállhatott a földesurak ellen.

## Képviselőség
1848. június 26-án a bihar vármegyei berettyóújfalui választókörzetben választották képviselővé. Első körben Csanády István főszolgabíró, Gázsi Imre, Sinai Ferenc, Tóth Zsigmond és Szivák Miklós jelöltek közül nem sikerült senkinek többséget szereznie. A második körbe a két legtöbb szavazatot kapó jelölt, vagyis Szivák Miklós és Csanády István került be. Szivák 479-125 szavazat ellenében lett megválasztva. 
.A Verőce vármegyei Antal Mihállyal együtt ketten voltak „gazduramok": az első népképviseleti országgyűlés parasztképviselői. Különösen az úrbéri viszonyok fölszámolásának ügyében hallatta szavát. 1849. április 21-én betegsége miatt lemondott mandátumáról. 1866. január 6-án halt meg szülőfalujában.
Névszerinti szavazásokon adott szavazatai.
1. 1848. július 22-én az olasz segély ügyében - IGEN
2. 1848. augusztus 8-án az oktatási törvényre - NEM
3. 1848. augusztus 21-én az újoncozási törvényre - IGEN
4. 1848. augusztus 31-én a miniszterelnök havi 2000Ft-os pótlékjára - NEM
5. 1848. szeptember 4-én Beöthy Ödön teljhatalmú kormánybiztosi kinevezéséré - IGEN
6. 1848. szeptember 4-én a 100 tagú parlamenti küldöttség Bécsbe menesztésére - IGEN
7. 1848. szeptember 20-án szőlődézsmaváltság - NEM
8. 1848. december 9-én a Magyar Hadi Főtanodán kívüli vallásoktatásra - IGEN
9. 1848. december 24-én az úrbéri kármentesítésre - NEM
10. 1848. december 27-én az úrbéri kármentesítésre - NEM (újra)

## Szárazberky Nagy József visszaemlékezése
"Szivák Miklós Pesten feltűnő egyéniség volt; magas, egyenes termetű; májbőr-csizma, sötétkék magyar nadrág, hasonló mellény és kurta felöltő, széleskarimájú kalap volt az öltözete; őszbevegyült hosszú hajat viselt, magatartásán és előadásán egész bátorság, de előzékenységgel és mérséklettel vegyülve vonult keresztül; hangja átható, de nem sértő, beszedi1 folyékony, gondolatai póriasak, de egészségesek voltak" 

## Képviselősége után
A szabadságharc legyőzése után az ellene megindított haditörvényszéki eljárást 1851. október 7-én megszüntették. Tanúként a későbbiekben feltűnt a neve a berekböszörményi iratokon, de komolyabb szerepvállalásról nincsenek adatok. 1866. január 6-án 83 évesen "öregségi gyengeség"-ben halt meg Berekböszörményben. 